# Papcastle
Papcastle är en by och en civil parish i Cumbria i England. Orten har 406 invånare (2001).